# Удлинённый трёхскатный купол
Удлинённый трёхска́тный ку́пол — один из многогранников Джонсона (J18, по Залгаллеру — М4+П6).
Составлен из 14 граней: 4 правильных треугольников, 9 квадратов и 1 правильного шестиугольника. Шестиугольная грань окружена шестью квадратными; среди квадратных граней 3 окружены шестиугольной и тремя квадратными, 3 — шестиугольной, двумя квадратными и треугольной, остальные 3 — квадратной и тремя треугольными; каждая треугольная грань окружена тремя квадратными.
Имеет 27 рёбер одинаковой длины. 6 рёбер располагаются между шестиугольной и квадратной гранями, 9 рёбер — между двумя квадратными, остальные 12 — между квадратной и треугольной.
У удлинённого трёхскатного купола 15 вершин. В 6 вершинах сходятся шестиугольная и две квадратных грани; в 6 вершинах — три квадратных и треугольная; в остальных 3 — две квадратных и две треугольных.
Удлинённый трёхскатный купол можно получить из двух многогранников — трёхскатного купола (J3) и правильной шестиугольной призмы, все рёбра у которой равны, — приложив их друг к другу шестиугольными гранями.

## Метрические характеристики
Если удлинённый трёхскатный купол имеет ребро длины {\displaystyle a}, его площадь поверхности и объём выражаются как
{\displaystyle S=\left(9+{\frac {5{\sqrt {3}}}{2}}\right)a^{2}\approx 13{,}3301270a^{2},}
{\displaystyle V={\frac {1}{6}}\left(5{\sqrt {2}}+9{\sqrt {3}}\right)a^{3}\approx 3{,}7765875a^{3}.}

## Заполнение пространства
С помощью удлинённых трёхскатных куполов, квадратных пирамид (J1) и
правильных тетраэдров можно замостить трёхмерное пространство без промежутков и наложений (см. иллюстрацию).